# Chorizopes calciope
Chorizopes calciope är en spindelart som först beskrevs av Simon 1895.  Chorizopes calciope ingår i släktet Chorizopes och familjen hjulspindlar. Inga underarter finns listade i Catalogue of Life.